# Campeonato de Primera División 1987-88 (Argentina)
El Campeonato de Primera División 1987-88 del fútbol argentino fue el septuagésimo octavo de la era profesional. Se jugó entre el 30 de agosto de 1987 y el 5 de junio de 1988, con un paréntesis desde el 18 de diciembre al 22 de enero, en dos ruedas de todos contra todos.
El campeón fue el Club Atlético Newell's Old Boys, que obtuvo el segundo título de su historia, con la dirección técnica de José Yudica, y un equipo brillante, sólido y efectivo, conformado íntegramente por jugadores forjados en sus divisiones inferiores. 
Clasificó de esa manera a la Copa Libertadores 1988, así como el ganador de la Liguilla pre-Libertadores, que se jugó previo ordenamiento de los equipos según su ubicación en la tabla final de posiciones. Al mismo tiempo, se desarrolló la Liguilla Clasificación entre el resto de los participantes, exceptuando los descendidos.
Se determinaron también dos descensos al Nacional B, según los promedios de los tres últimos torneos.

## Ascensos y descensos
| Pos     | Equipos ascendidos |
| ------- | ------------------ |
| 1.º     | Deportivo Armenio  |
| 1.º Red | Banfield           |

| Prom | Equipos descendidos en la temporada 1986-87 |
| ---- | ------------------------------------------- |
| 19.º | Temperley                                   |
| 20.º | Deportivo Italiano                          |

## Equipos
| Equipo             | Ciudad        |
| ------------------ | ------------- |
| Argentinos Juniors | Buenos Aires  |
| Banfield           | Banfield      |
| Boca Juniors       | Buenos Aires  |
| Deportivo Armenio  | Buenos Aires  |
| Deportivo Español  | Buenos Aires  |
| Estudiantes        | La Plata      |
| Ferro Carril Oeste | Buenos Aires  |
| Gimnasia y Esgrima | La Plata      |
| Independiente      | Avellaneda    |
| Instituto          | Córdoba       |
| Newell's Old Boys  | Rosario       |
| Platense           | Vicente López |
| Racing             | Córdoba       |
| Racing Club        | Avellaneda    |
| River Plate        | Buenos Aires  |
| Rosario Central    | Rosario       |
| San Lorenzo        | Buenos Aires  |
| Talleres           | Córdoba       |
| Unión              | Santa Fe      |
| Vélez Sarsfield    | Buenos Aires  |

### Distribución geográfica de los equipos
| Región                 | Cant. | Equipos |
| ---------------------- | ----- | --- |
| Ciudad de Buenos Aires | 8     | Argentinos Juniors, Boca Juniors, Deportivo Armenio, Deportivo Español, Ferro Carril Oeste, River Plate, San Lorenzo y Vélez Sarsfield |
| Conurbano bonaerense   | 4     | Banfield, Independiente, Platense y Racing Club                                                                                        |
| Provincia de Córdoba   | 3     | Instituto de Córdoba, Racing de Córdoba y Talleres                                                                                     |
| Provincia de Santa Fe  | 3     | Newell's Old Boys, Rosario Central y Unión                                                                                             |
| Ciudad de La Plata     | 2     | Estudiantes y Gimnasia y Esgrima |

## Tabla de posiciones
| Pos  | Equipo                  | Pts | PJ | G  | E  | P  | GF | GC | DIF |
| ---- | ----------------------- | --- | -- | -- | -- | -- | -- | -- | --- |
| 1.º  | Newell's Old Boys       | 55  | 38 | 21 | 13 | 4  | 68 | 22 | 46  |
| 2.º  | San Lorenzo             | 49  | 38 | 16 | 17 | 5  | 49 | 28 | 21  |
| 3.º  | Racing Club             | 48  | 38 | 15 | 18 | 5  | 51 | 33 | 28  |
| 4.º  | River Plate             | 46  | 38 | 17 | 12 | 9  | 51 | 40 | 11  |
| 5.º  | Gimnasia y Esgrima (LP) | 43  | 38 | 11 | 21 | 6  | 44 | 36 | 8   |
| 6.º  | Vélez Sarsfield         | 41  | 38 | 14 | 13 | 11 | 51 | 41 | 10  |
| 7.º  | Rosario Central         | 40  | 38 | 12 | 16 | 10 | 53 | 41 | 12  |
| 8.º  | Argentinos Juniors      | 40  | 38 | 15 | 10 | 13 | 49 | 44 | 5   |
| 9.º  | Deportivo Español       | 40  | 38 | 11 | 18 | 9  | 49 | 47 | 2   |
| 10.º | Platense                | 38  | 38 | 12 | 14 | 12 | 42 | 45 | -3  |
| 11.º | Independiente           | 37  | 38 | 12 | 13 | 13 | 37 | 44 | -7  |
| 12.º | Boca Juniors            | 35  | 38 | 12 | 11 | 15 | 40 | 55 | -15 |
| 13.º | Deportivo Armenio       | 34  | 38 | 8  | 18 | 12 | 37 | 45 | -8  |
| 14.º | Ferro Carril Oeste      | 33  | 38 | 7  | 19 | 12 | 27 | 35 | -8  |
| 15.º | Instituto               | 33  | 38 | 10 | 15 | 13 | 43 | 53 | -10 |
| 16.º | Estudiantes (LP)        | 32  | 38 | 6  | 20 | 12 | 31 | 43 | -12 |
| 17.º | Racing (C)              | 31  | 38 | 10 | 11 | 17 | 31 | 44 | -13 |
| 18.º | Unión                   | 28  | 38 | 8  | 12 | 18 | 39 | 52 | -13 |
| 19.º | Banfield                | 28  | 38 | 7  | 14 | 17 | 36 | 56 | -20 |
| 20.º | Talleres (C)            | 27  | 38 | 6  | 15 | 17 | 40 | 64 | -24 |

|  |                                                    |
|  | Campeón y clasificado a la Copa Libertadores 1988. |
|  | Clasificados a la Liguilla pre-Libertadores.       |
|  | Relegados a la Liguilla Clasificación.             |

## Torneo de clasificación a la Copa Libertadores
Llamado Liguilla pre-Libertadores, su nombre oficial fue Torneo Octogonal por la segunda plaza al campeonato sudamericano de fútbol "Libertadores de América" 1988. Participaron los 7 equipos clasificados en el certamen, a los que se sumó el Club Deportivo Mandiyú, campeón del Nacional B 1987-88. Se jugó por eliminación directa, con partido y revancha, y el ganador fue el segundo clasificado a la Copa Libertadores 1988.

### Cuartos de final
| Cuarto de final 1  | Cuarto de final 1 | Cuarto de final 1  | Cuarto de final 1             | Cuarto de final 1 | Cuarto de final 1 |
| Local              | Resultado         | Visitante          | Estadio                       | Fecha             |                   |
| ------------------ | ----------------- | ------------------ | ----------------------------- | ----------------- | ----------------- |
| Argentinos Juniors | 1 - 1             | Racing Club        | Arquitecto Ricardo Etcheverri | 08/06/1988        |                   |
| Racing Club        | 3 - 1             | Argentinos Juniors | El Cilindro                   | 12/06/1988        |                   |

| Cuarto de final 2 | Cuarto de final 2 | Cuarto de final 2 | Cuarto de final 2  | Cuarto de final 2 | Cuarto de final 2 |
| Local             | Resultado         | Visitante         | Estadio            | Fecha             |                   |
| ----------------- | ----------------- | ----------------- | ------------------ | ----------------- | ----------------- |
| Deportivo Mandiyú | 1 - 1             | San Lorenzo       | Huracán Corrientes |                   |                   |
| San Lorenzo (*)   | 1 - 1             | Deportivo Mandiyú | Tomás Adolfo Ducó  |                   |                   |

| Cuarto de final 3 | Cuarto de final 3 | Cuarto de final 3 | Cuarto de final 3      | Cuarto de final 3 | Cuarto de final 3 |
| Local             | Resultado         | Visitante         | Estadio                | Fecha             |                   |
| ----------------- | ----------------- | ----------------- | ---------------------- | ----------------- | ----------------- |
| Rosario Central   | 0 - 0             | River Plate       | El Gigante de Arroyito | 08/06/1988        |                   |
| River Plate       | 1 - 0             | Rosario Central   | Monumental             | 12/06/1988        |                   |

| Cuarto de final 4 | Cuarto de final 4 | Cuarto de final 4 | Cuarto de final 4 | Cuarto de final 4 | Cuarto de final 4 |
| Local             | Resultado         | Visitante         | Estadio           | Fecha             |                   |
| ----------------- | ----------------- | ----------------- | ----------------- | ----------------- | ----------------- |
| Vélez Sarsfield   | 3 - 0             | Gimnasia (LP)     | José Amalfitani   |                   |                   |
| Gimnasia (LP)     | 1 - 1             | Vélez Sarsfield   | Del Bosque        |                   |                   |

### Semifinales
| Semifinal 1 | Semifinal 1 | Semifinal 1 | Semifinal 1 | Semifinal 1 | Semifinal 1 |
| Local       | Resultado   | Visitante   | Estadio     | Fecha       |             |
| ----------- | ----------- | ----------- | ----------- | ----------- | ----------- |
| River Plate | 3 - 3       | Racing Club | Monumental  | 15/06/1988  |             |
| Racing Club | 1 - 0       | River Plate | El Cilindro | 20/06/1988  |             |

| Semifinal 2     | Semifinal 2 | Semifinal 2     | Semifinal 2                   | Semifinal 2 | Semifinal 2 |
| Local           | Resultado   | Visitante       | Estadio                       | Fecha       |             |
| --------------- | ----------- | --------------- | ----------------------------- | ----------- | ----------- |
| Vélez Sarsfield | 0 - 1       | San Lorenzo     | José Amalfitani               | 15/06/1988  |             |
| San Lorenzo     | 0 - 0       | Vélez Sarsfield | Arquitecto Ricardo Etcheverri | 19/06/1988  |             |

### Final
| Final                                             | Final     | Final       | Final           | Final      | Final |
| Local                                             | Resultado | Visitante   | Estadio         | Fecha      |       |
| ------------------------------------------------- | --------- | ----------- | --------------- | ---------- | ----- |
| Racing Club                                       | 0 - 2     | San Lorenzo | El Cilindro     | 23/06/1988 |       |
| San Lorenzo                                       | 0 - 1     | Racing Club | José Amalfitani | 26/06/1988 |       |
| San Lorenzo clasificó a la Copa Libertadores 1988 |           |             |                 |            |       |

## Torneo Clasificación
Llamado Liguilla Clasificación, su nombre oficial era Torneo Clasificación por una plaza al Torneo Octogonal por la segunda plaza al campeonato sudamericano de fútbol "Libertadores de América" - Edición 1989 0 1990. Se jugó por eliminación directa, entre los diez equipos restantes que no eran el campeón, los siete clasificados a la pre-Libertadores y los dos descendidos. El ganador participó directamente de la Liguilla pre-Libertadores 1988-89.

### Primera fase
| Octavo de final 1 | Octavo de final 1 | Octavo de final 1 | Octavo de final 1  | Octavo de final 1 | Octavo de final 1 |
| Local             | Resultado         | Visitante         | Estadio            | Fecha             |                   |
| ----------------- | ----------------- | ----------------- | ------------------ | ----------------- | ----------------- |
| Boca Juniors      | 4 - 2             | Instituto         | La Bombonera       | 12/06/1988        |                   |
| Instituto         | 2 - 3             | Boca Juniors      | Juan Domingo Perón | 15/06/1988        |                   |

| Octavo de final 2  | Octavo de final 2 | Octavo de final 2     | Octavo de final 2             | Octavo de final 2 | Octavo de final 2 |
| Local              | Resultado         | Visitante             | Estadio                       | Fecha             |                   |
| ------------------ | ----------------- | --------------------- | ----------------------------- | ----------------- | ----------------- |
| Deportivo Armenio  | 0 - 0             | Ferro Carril Oeste    | José Amalfitani               |                   |                   |
| Ferro Carril Oeste | 1 - 1             | Deportivo Armenio (*) | Arquitecto Ricardo Etcheverri |                   |                   |

| Octavo de final 3 | Octavo de final 3 | Octavo de final 3 | Octavo de final 3  | Octavo de final 3 | Octavo de final 3 |
| Local             | Resultado         | Visitante         | Estadio            | Fecha             |                   |
| ----------------- | ----------------- | ----------------- | ------------------ | ----------------- | ----------------- |
| Independiente     | 1 - 2             | Estudiantes (LP)  | La Doble Visera    |                   |                   |
| Estudiantes (LP)  | 1 - 2             | Independiente (*) | Jorge Luis Hirschi |                   |                   |

| Octavo de final 4 | Octavo de final 4 | Octavo de final 4 | Octavo de final 4       | Octavo de final 4 | Octavo de final 4 |
| Local             | Resultado         | Visitante         | Estadio                 | Fecha             |                   |
| ----------------- | ----------------- | ----------------- | ----------------------- | ----------------- | ----------------- |
| Racing (C)        | 1 - 1             | Platense          | Racing (C)              |                   |                   |
| Platense          | 2 - 0             | Racing (C)        | Ciudad de Vicente López |                   |                   |

| Octavo de final 5 | Octavo de final 5 | Octavo de final 5 | Octavo de final 5 | Octavo de final 5 | Octavo de final 5 |
| Local             | Resultado         | Visitante         | Estadio           | Fecha             |                   |
| ----------------- | ----------------- | ----------------- | ----------------- | ----------------- | ----------------- |
| Talleres (C)      | 1 - 0             | Deportivo Español | La Boutique       |                   |                   |
| Deportivo Español | 2 - 0             | Talleres (C)      | España            |                   |                   |

### Segunda fase
| Cuarto de final 1 | Cuarto de final 1 | Cuarto de final 1 | Cuarto de final 1 | Cuarto de final 1 | Cuarto de final 1 |
| Local             | Resultado         | Visitante         | Estadio           | Fecha             |                   |
| ----------------- | ----------------- | ----------------- | ----------------- | ----------------- | ----------------- |
| Boca Juniors      | 2 - 0             | Independiente     | La Bombonera      | 19/06/1988        |                   |
| Independiente     | 2 - 3             | Boca Juniors      | La Doble Visera   | 22/06/1988        |                   |

| Cuarto de final 2 | Cuarto de final 2 | Cuarto de final 2 | Cuarto de final 2             | Cuarto de final 2 | Cuarto de final 2 |
| Local             | Resultado         | Visitante         | Estadio                       | Fecha             |                   |
| ----------------- | ----------------- | ----------------- | ----------------------------- | ----------------- | ----------------- |
| Platense          | 1 - 1             | Deportivo Armenio | Ciudad de Vicente López       |                   |                   |
| Deportivo Armenio | 0 - 0             | Platense (*)      | Arquitecto Ricardo Etcheverri |                   |                   |

### Semifinal
| Semifinal         | Semifinal | Semifinal         | Semifinal    | Semifinal  | Semifinal |
| Local             | Resultado | Visitante         | Estadio      | Fecha      |           |
| ----------------- | --------- | ----------------- | ------------ | ---------- | --------- |
| Deportivo Español | 0 - 4     | Boca Juniors      | España       | 26/06/1988 |           |
| Boca Juniors      | 1 - 1     | Deportivo Español | La Bombonera | 29/06/1988 |           |

### Final
| Partidos     | Partidos  | Partidos     | Partidos                        | Partidos   | Partidos |
| Local        | Resultado | Visitante    | Estadio                         | Fecha      |          |
| ------------ | --------- | ------------ | ------------------------------- | ---------- | -------- |
| Boca Juniors | 0 - 0     | Platense     | La Bombonera                    | 02/07/1988 |          |
| Platense     | 1 - 1     | Boca Juniors | Estadio Ciudad de Vicente López | 07/07/1988 |          |

| Desempate                                                 | Desempate | Desempate | Desempate                             | Desempate  | Desempate |
| Equipo 1                                                  | Resultado | Equipo 2  | Estadio                               | Fecha      |           |
| --------------------------------------------------------- | --------- | --------- | ------------------------------------- | ---------- | --------- |
| Boca Juniors                                              | 1 - 2     | Platense  | Estadio Arquitecto Ricardo Etcheverri | 10/07/1988 |           |
| Platense clasificó a la Liguilla pre-Libertadores 1988-89 |           |           |                                       |            |           |

## Tabla de promedios
| Pos  | Equipo                  | Prom. | 1985-86 | 1986-87 | 1987-88 | Total | PJ  |
| ---- | ----------------------- | ----- | ------- | ------- | ------- | ----- | --- |
| 1.º  | Newell's Old Boys       | 1,330 | 46      | 48      | 55      | 149   | 112 |
| 2.º  | River Plate             | 1,258 | 56      | 39      | 46      | 141   | 112 |
| 3.º  | Racing Club             | 1,210 | -       | 44      | 48      | 92    | 76  |
| 4.º  | San Lorenzo             | 1,187 | 40      | 44      | 49      | 133   | 112 |
| 5.º  | Rosario Central         | 1,171 | -       | 49      | 40      | 89    | 76  |
| 6.º  | Boca Juniors            | 1,089 | 41      | 46      | 35      | 122   | 112 |
| 7.º  | Deportivo Español       | 1,089 | 46      | 36      | 40      | 122   | 112 |
| 8.º  | Independiente           | 1,071 | 36      | 47      | 37      | 120   | 112 |
| 9.º  | Ferro Carril Oeste      | 1,044 | 40      | 44      | 33      | 117   | 112 |
| 10.º | Gimnasia y Esgrima (LP) | 1,035 | 36      | 37      | 43      | 116   | 112 |
| 11.º | Vélez Sarsfield         | 1,035 | 34      | 41      | 41      | 116   | 112 |
| 12.º | Argentinos Juniors      | 1,000 | 44      | 28      | 40      | 112   | 112 |
| 13.º | Instituto               | 0,973 | 35      | 41      | 33      | 109   | 112 |
| 14.º | Talleres                | 0,910 | 37      | 38      | 27      | 102   | 112 |
| 15.º | Deportivo Armenio       | 0,894 | -       | -       | 34      | 34    | 38  |
| 16.º | Estudiantes (LP)        | 0,857 | 27      | 37      | 32      | 96    | 112 |
| 17.º | Platense                | 0,821 | 27      | 27      | 38      | 92    | 112 |
| 18.º | Racing (C)              | 0,803 | 26      | 33      | 31      | 90    | 112 |
| 19.º | Unión                   | 0,803 | 31      | 31      | 28      | 90    | 112 |
| 20.º | Banfield                | 0,736 | -       | -       | 28      | 28    | 38  |

|  | Ganó el desempate por el descenso. |
|  | Descendieron al Nacional B.        |

### Desempate por el descenso
| Partido de desempate | Partido de desempate | Partido de desempate | Partido de desempate | Partido de desempate | Partido de desempate |
| Equipo 1             | Resultado            | Equipo 2             | Estadio              | Fecha                |                      |
| -------------------- | -------------------- | -------------------- | -------------------- | -------------------- | -------------------- |
| Unión                | (4)1 - 1 (5)         | Racing (C)           | La Bombonera         | 08/06/1988           |                      |

## Descensos y ascensos
Descendieron al Nacional B Banfield y Unión, los que fueron reemplazados por Deportivo Mandiyú y San Martín (T), para el Campeonato de Primera División 1988-89.

## Goleadores
| Jugador              | Jugador             | Goles | Equipo            |
| -------------------- | ------------------- | ----- | ----------------- |
| Bandera de Argentina | José Luis Rodríguez | 18    | Deportivo Español |
| Bandera de Argentina | Mario Bevilacqua    | 17    | Talleres (C)      |
| Bandera de Argentina | José Raúl Iglesias  | 16    | Racing Club       |
| Bandera de Argentina | Walter Perazzo      | 16    | San Lorenzo       |
| Bandera de Argentina | Oscar Dertycia      | 15    | Instituto         |